# Biram Kayal
Biram Kayal (hebräisch בירם כיאל, arabisch بيرم كيال; * 2. Mai 1988 in Jadeidi-Makr, Nordbezirk) ist ein israelischer Fußballspieler.

## Spielerkarriere

### Maccabi Haifa
Biram Kayal debütierte zum Ende der Saison 2005/06 in der Ligat ha’Al für seinen Jugendverein Maccabi Haifa und gewann mit der Mannschaft direkt seine erste israelische Meisterschaft. Nach einer weiteren Spielzeit als Ergänzungsspieler sicherte sich Kayal in der Saison 2007/08 einen Stammplatz im Mittelfeld von Maccabi, erreichte mit seinem Verein jedoch lediglich einen fünften Platz in der Liga. Sportlich erfolgreicher agierte der Verein 2008/09 mit dem Gewinn der elften nationalen Meisterschaft nach sechs Punkten Vorsprung auf Hapoel Tel Aviv. Nach einem Play-off-Erfolg über den österreichischen Meister FC Red Bull Salzburg zog Maccabi in die Gruppenphase der UEFA Champions League 2009/10 ein. In der Gruppe A blieb die Mannschaft nach Spielen gegen den FC Bayern München, Girondins Bordeaux und Juventus Turin torlos und ohne Punktgewinn und schied als Tabellenletzter aus.

### Celtic Glasgow

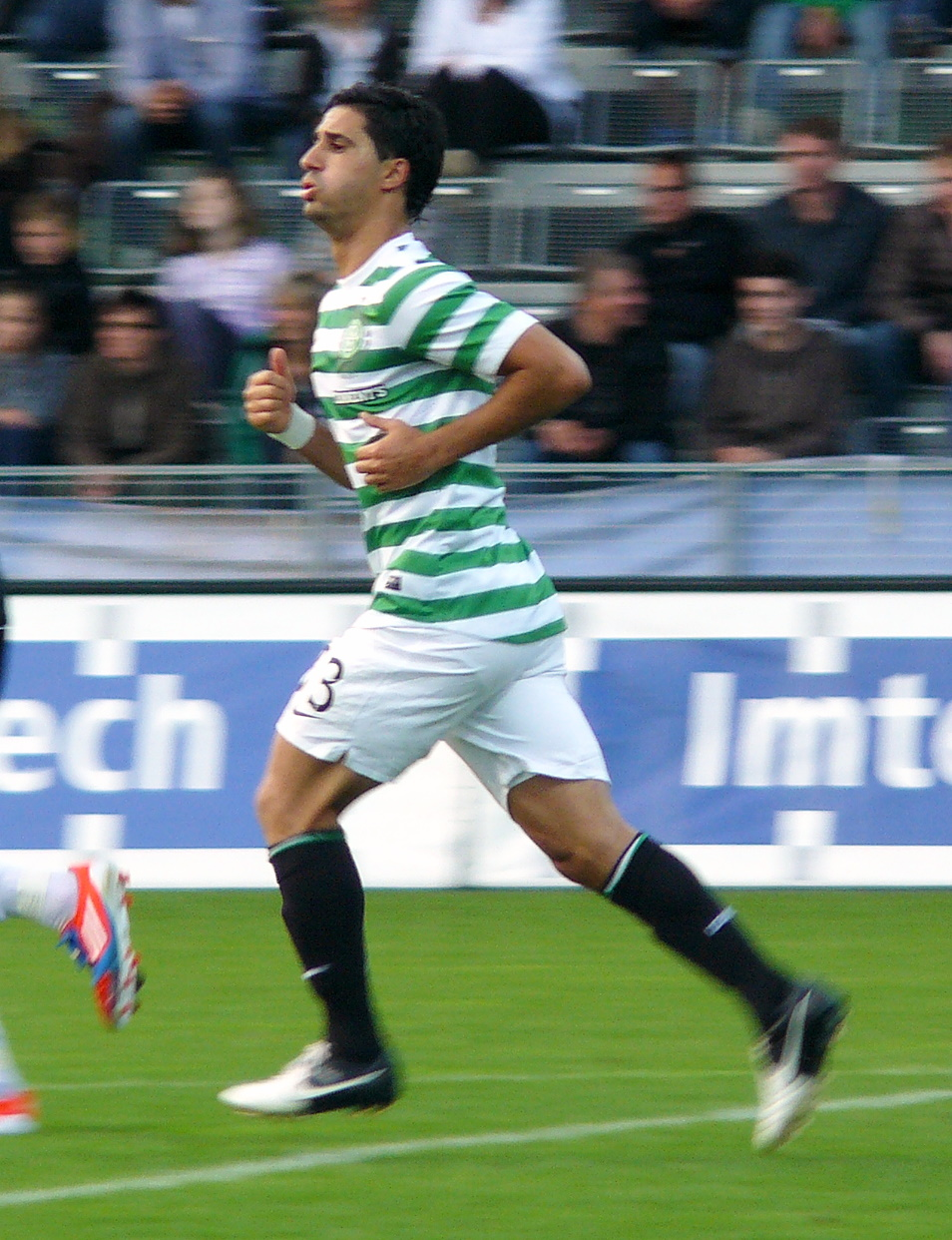
Biram Kayal im Trikot von Celtic Glasgow (2012)

Biram Kayal wechselte am 29. Juli 2010 zum schottischen Erstligisten Celtic Glasgow und unterzeichnete einen Vierjahresvertrag. Unter Trainer Neil Lennon debütierte er bereits am 19. August 2010 bei einem 2:0-Heimsieg über den FC Utrecht in der UEFA Europa League 2010/11, schied jedoch eine Woche später nach einer 0:4-Auswärtsniederlage aus dem Europapokal aus. In der Scottish Premier League 2010/11 verpasste der im Januar 2011 zum Spieler des Monats ausgezeichnete Kayal mit nur einem Punkt Rückstand auf den Dauerrivalen Glasgow Rangers die Meisterschaft nur knapp. Dafür sicherte er sich mit seiner Mannschaft durch einen 3:0 im Finale gegen den FC Motherwell den Titel im Scottish FA Cup 2010/11, nachdem Celtic im Viertelfinale die Glasgow Rangers mit 2:2 und 1:0 bezwungen hatte. Eine Niederlage gegen die Rangers musste Celtic im Finale des Scottish League Cup 2010/11 mit 1:2 nach Verlängerung hinnehmen und verpasste so den zweiten Pokalsieg der Saison.
Nach einem guten Start in die Saison 2011/12 verletzte sich Kayal am 28. Dezember 2011 beim 1:0-Derbysieg über die Rangers schwer und fiel bis zu seinem Comeback am 13. Mai 2012 gegen Heart of Midlothian (5:0) aus. Gut zweieinhalb Jahre später wechselte er im Januar 2015 für eine nicht näher genannte Ablösesumme zum Zweitligisten Brighton & Hove Albion.

### Brighton & Hove Albion
In seiner ersten vollständigen Saison 2015/16 für die „Seagulls“ absolvierte Kayal 43 Ligapartien und verpasste den direkten Aufstieg in die Premier League nur knapp. Im nächsten Anlauf gelang ihm dann der Aufstieg und er war beim entscheidenden 2:1-Heimsieg gegen Wigan Athletic Teil der Mannschaft. In der Vorbereitung zur Erstligasaison 2017/18 brach sich Kayal das Bein, so dass er erst im Dezember 2017 in der Premier League debütierte. Im September 2018 unterschrieb er einen neuen Vertrag bis Juni 2020.

### Charlton Athletic
Im August 2019 heuerte Kayal auf Leihbasis für die gesamte Saison 2019/20 beim Zweitligisten Charlton Athletic an.

### Israelische Nationalmannschaft (2008–)
Nach diversen Einsätzen in israelischen Juniorennationalmannschaften debütierte Biram Kayal am 6. September 2008 in der Qualifikation zur Fußball-Weltmeisterschaft 2010 gegen die Schweiz. Israel erreichte hinter der Schweiz, Griechenland und Lettland lediglich den vierten Platz und verpasste somit die Teilnahme an der WM in Südafrika. Sein erstes Tor erzielte Kayal am 26. März 2011 in der Qualifikation zur Fußball-Europameisterschaft 2012 beim 2:1-Heimsieg über Lettland. Als Tabellendritter hinter Griechenland und Kroatien verpasste Israel erneut die Teilnahme an einem internationalen Turnier.

## Erfolge
- Israelischer Meister: 2006 und 2009
- Schottischer Pokalsieger: 2011
- Schottischer Meister: 2012, 2013, 2014